# アン・ドゥ・トロワ
「アン・ドゥ・トロワ」は、1977年9月21日にリリースされたキャンディーズの15枚目のシングル。

## 解説
解散コンサート時点でのシングル売上は累計37万枚（CBS・ソニー調べ）。
同年9月25日に開始された東京12チャンネルの音楽バラエティ番組『ヤンヤン歌うスタジオ』の第1回目で歌われた曲でもある。
レコードのハーモニーは3人がほぼ均等の声の大きさになっているが、ステージなどでの歌唱では、主旋律を歌う田中好子が大きめに発声し、主旋律を強調している。
吉田拓郎自身もアルバム『大いなる人』でセルフカバーしている。キャンディーズが解散を発表した直後のリリースであったため、タイトルには「ばいばいキャンディーズ」という副題が付され、解散するキャンディーズを送り出す内容となっている。ただし当曲の録音当初は解散前のことであったため、解散し送り出す詞になったのは偶然だったという。
当初は別の編曲でレコーディングされたが、編曲を変えて再録音されたものが発売された。没になった編曲のテイクは「アン・ドゥ・トロワ パートII」というタイトルで、『CANDIES 1676 DAYS〜キャンディーズ1676日〜』（1977.12.5）に収録された。

## 収録曲
- 両楽曲共に、編曲：馬飼野康二

1. アン・ドゥ・トロワ（3分37秒）
作詞：喜多條忠／作曲：吉田拓郎
2. ふたりのラヴ・ソング（4分7秒）
訳詞：森雪之丞／作曲：Steve Eaton
※アルバム『Candy Label』（1977.9.1）収録曲。アルバム・ヴァージョンと比べてフェード・アウトが遅い、バックの楽器群の音量が大きめ、ギターとピアノの定位が逆（それぞれ左と右になっている）、といった違いがある。オリジナル歌唱はSteve Eaton。2008年9月3日にリリースされたデビュー35周年・解散30周年記念のCD-BOX『キャンディーズ・タイムカプセル』に収納された『Candy Label』の紙ジャケット復刻盤には「シングル・ミックス・ヴァージョン」と銘打たれてボーナス・トラックとして収録されている。